# 스지카부토

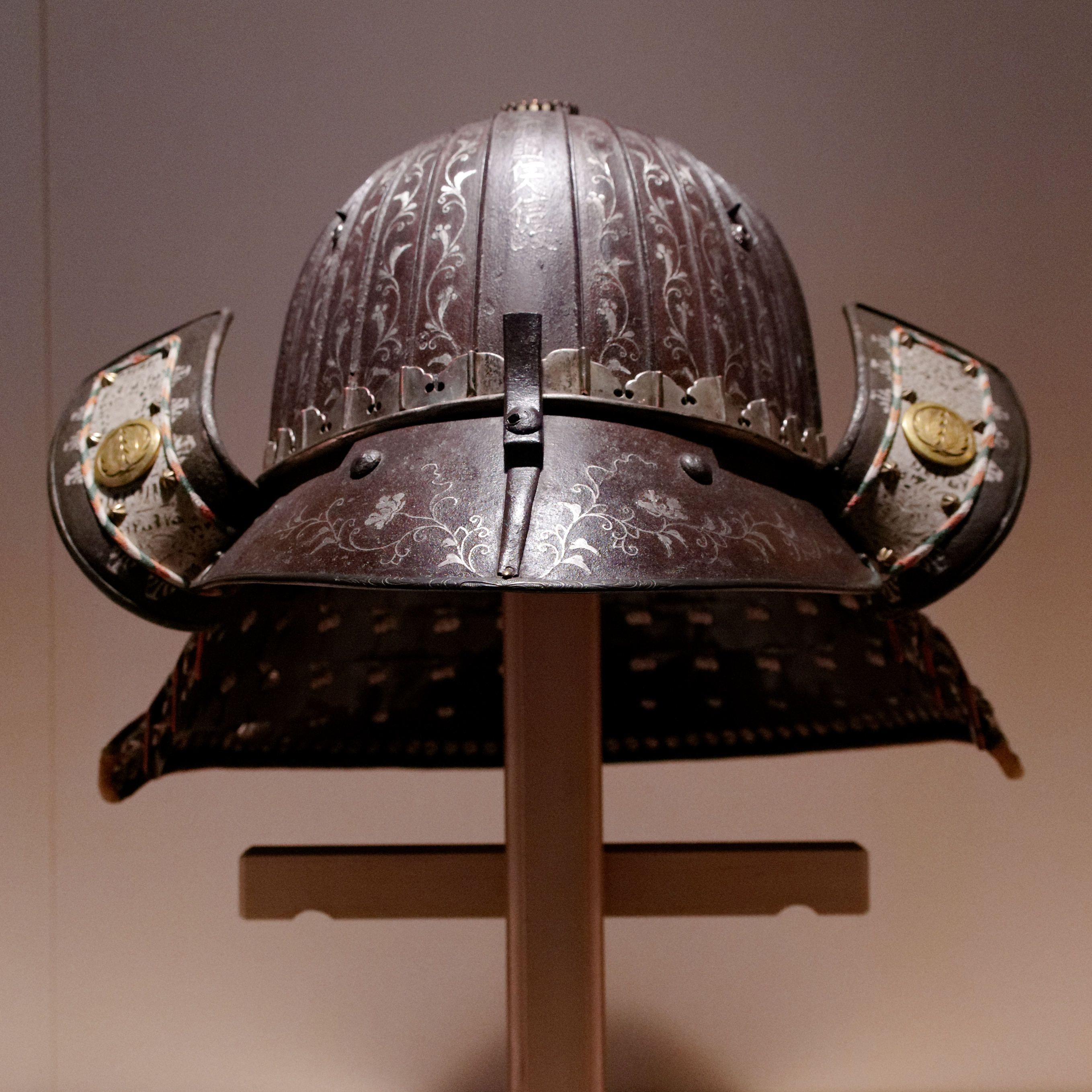

스지카부토(일본어: 筋兜)는 가마쿠라 시대 후기부터 난보쿠초 시대에 발생한 카부토이다. 호시카부토와 비슷하게 생겼지만 머리통 판금을 고정하기 위해 박은 리벳을 두들겨 펴서, 마치 못이 없는 것처럼 매끈하게 만들었다. 그래서 투구 겉으로 못이 우둘투둘 드러나는 호시카부토와 달리, 하나의 철판을 비틀어 세워서 만든 것처럼 보이는 차이가 있다. "스지"란 줄기라는 뜻으로, 이렇게 매끈한 생김새가 식물의 줄기 같다고 해서 붙은 이름이다.
호시카부토에 비해 경쾌하고 제작기법이 단순하여 보병이 동환, 복권과 함께 갖추어 썼으나, 나중에는 대개와도 함께 쓰게 되었다.